# Ящук, Данила Сергеевич
Да́нила Серге́евич Ящу́к (13 марта 1995, Калининград, Россия) — российский футболист, полузащитник. Выступал за юношеские сборные России до 17 и до 19 лет, а также за молодёжную сборную до 21 года.

## Карьера
Первая команда — СДЮШОР (Светлый), тренер — отец Сергей Михайлович Ящук. В 12 лет был зачислен в СШОР «Зенит» (Санкт-Петербург), затем оказался в школе московского «Локомотива». В 16 лет вернулся в Санкт-Петербург по приглашению Академии «Зенита». После выпуска Ящук выступал за молодежную команду «Зенита» и «Зенит-2».
В молодёжном первенстве дебютировал в 2012 году в матче 8-го тура против «Локомотива», выйдя на замену вместо Владислава Ефимова. В 2013 году Лучано Спаллетти взял его в основную команду, и 26 мая в 30-м туре чемпионата Ящук дебютировал в Премьер-лиге в матче против «Амкара», выйдя на замену на 69-й минуте вместо Милана Родича. 4 июля 2017 подписал трёхлетний контракт с «Кубанью».
С февраля 2020 года стал игроком клуба «Звезда» (СПб). Дебютировал 5 августа 2020 года в кубковом матче с «Тверью». Во время зимних сборов получил травму, в феврале 2021 года перенёс операцию на мениске. К 24 апреля 2021 восстановился и вышел на замену в матче ПФЛ против «Твери». Перед сезоном 2022/23 перешёл в петербургское «Динамо». Перед второй частью сезона 2022/23 перешёл в другой петербургский клуб Второй лиги — «Ядро».
В 2023 году — игрок команды «Чисто Питер», участницы 4-го сезона Медиалиги.

## Личная жизнь
Жена с 13 января 2022 года — Василиса.